# Prędkość ucieczki
| Miejsce                      | Wartość [km/s]                         | W odniesieniu do grawitacji |
| ---------------------------- | -------------------------------------- | --------------------------- |
| „powierzchnia” Słońca        | 617,5                                  | Słońca                      |
| powierzchnia Merkurego       | 4,4                                    | Merkurego                   |
| orbita Merkurego             | 67,7                                   | Słońca                      |
| powierzchnia Wenus           | 10,4                                   | Wenus                       |
| orbita Wenus                 | 49,5                                   | Słońca                      |
| powierzchnia Ziemi           | 11,2                                   | Ziemi                       |
| powierzchnia Księżyca        | 2,4                                    | Księżyca                    |
| orbita Księżyca              | 1,4                                    | Ziemi                       |
| orbita układu Ziemia-Księżyc | 42,1                                   | Słońca                      |
| powierzchnia Marsa           | 5,0                                    | Marsa                       |
| orbita Marsa                 | 34,1                                   | Słońca                      |
| powierzchnia Jowisza         | 59,5                                   | Jowisza                     |
| orbita Jowisza               | 18,5                                   | Słońca                      |
| powierzchnia Saturna         | 35,5                                   | Saturna                     |
| orbita Saturna               | 13,6                                   | Słońca                      |
| powierzchnia Urana           | 21,3                                   | Urana                       |
| orbita Urana                 | 9,6                                    | Słońca                      |
| powierzchnia Neptuna         | 23,5                                   | Neptuna                     |
| orbita Neptuna               | 7,7                                    | Słońca                      |
| powierzchnia Plutona         | 1,3                                    | Plutona                     |
| orbita Plutona               | 6,7                                    | Słońca                      |
| Układ Słoneczny              | 551                                    | Drogi Mlecznej              |
| horyzont zdarzeń             | 299792,458 (prędkość światła w próżni) | czarnej dziury              |

Prędkość ucieczki (zwana też drugą prędkością kosmiczną oznaczana {\displaystyle V_{II}}) ciała niebieskiego – minimalna prędkość początkowa (startowa), jaką musi mieć obiekt, aby mógł opuścić pole grawitacyjne danego ciała niebieskiego, tj. aby trajektoria jego ruchu była krzywą otwartą (hiperbolą lub parabolą).
Po wystartowaniu obiektu z prędkością równą prędkości ucieczki nie trzeba w dalszym ciągu dostarczać energii w celu podtrzymania ruchu (z wyjątkiem energii na pokonanie oporów ruchu, np. oporu atmosfery czy materii międzygwiezdnej), gdyż w miarę oddalania się obiektu od ciała niebieskiego wartość prędkości ucieczki maleje, dążąc do 0. Obiekt o początkowej prędkości równej prędkości ucieczki, pomimo ciągłego zmniejszania swojej prędkości wynikającego z poruszania się ruchem opóźnionym, w każdej chwili będzie miał prędkość równą prędkości ucieczki dla aktualnej odległości od ciała niebieskiego.
W praktyce prędkość startowa powinna być większa niż prędkość ucieczki lub powinno się dostarczać dodatkową energię w trakcie ruchu pozwalającą na pokonanie oporów materii. Jeśli jednak uwzględni się ruch obrotowy planety wokół własnej osi, można, wystrzeliwując rakietę z obszarów okołorównikowych, wykorzystać energię kinetyczną ruchu obrotowego do zmniejszenia prędkości startowej, podobnie jak to ma miejsce przy wprowadzaniu satelity na orbitę wokół planety. Właśnie z tego powodu wszystkie kosmodromy na Ziemi lokowane są na małych szerokościach geograficznych. Stąd też, ponieważ Europa leży daleko od równika, Europejska Agencja Kosmiczna wystrzeliwuje swoje rakiety z terytorium Gujany Francuskiej.
Prędkość ucieczki dla grawitacji Ziemi z jej powierzchni wynosi 11,2 km/s.

## Wyznaczanie prędkości ucieczki
Prędkość ucieczki wynika z zasady zachowania energii mechanicznej. Ciało oddali się dowolnie daleko od ciała niebieskiego, gdy ma odpowiednio dużą prędkość, tak by jego prędkość w nieskończoności była równa 0. Energia mechaniczna ciała poruszającego się w polu grawitacyjnym jest sumą jego energii kinetycznej i potencjalnej oddziaływania grawitacyjnego:
{\displaystyle E_{m}=E_{k}+E_{p},}
gdzie:
{\displaystyle E_{m}} – energia mechaniczna,
{\displaystyle E_{k}} – energia kinetyczna,
{\displaystyle E_{p}} – energia potencjalna.
Energia kinetyczna opisana jest równaniem:
{\displaystyle E_{k}={\frac {mv^{2}}{2}},}
Energię potencjalną wyraża wzór:
{\displaystyle E_{p}=-{\frac {GMm}{r}},}
Z powyższych wzorów, po zastosowaniu zasady zachowania energii:
{\displaystyle v={\sqrt {\frac {2GM}{r}}}={\sqrt {2}}v_{I}=c{\sqrt {{\frac {2GM}{c^{2}}}{\frac {1}{r}}}}=c{\sqrt {\frac {r_{g}}{r}}},}
gdzie:
{\displaystyle v} – prędkość początkowa obiektu będącego w odległości {\displaystyle r} od środka ciała odniesienia,
{\displaystyle v_{I}} – pierwsza prędkość kosmiczna,
{\displaystyle r_{g}={\frac {2GM}{c^{2}}}} – promień Schwarzschilda,
{\displaystyle m} – masa,
{\displaystyle v} – prędkość,
{\displaystyle G} – stała grawitacji,
{\displaystyle M} – masa ciała odniesienia,
{\displaystyle r} – odległość od środka ciała odniesienia.
Dla przykładu prędkość ucieczki z powierzchni Ziemi można obliczyć, wiedząc, że:
{\displaystyle r=6378{,}14{\text{ km}},}
{\displaystyle M=5{,}9736\cdot 10^{24}{\text{ kg}},}
{\displaystyle G=6{,}6732(31)\cdot 10^{-11}{\text{ m}}^{3}{\text{kg}}^{-1}{\text{s}}^{-2}.}
Z powyższych wzorów i danych ciał niebieskich wynika:
{\displaystyle v={\sqrt {\frac {2\cdot 6{,}6732(31)\cdot 10^{-11}{\text{ m}}^{3}{\text{kg}}^{-1}{\text{s}}^{-2}\cdot 5{,}9736\cdot 10^{24}{\text{ kg}}}{6378140{\text{ m}}}}}=11{,}2{\frac {\text{km}}{\text{s}}}.}
Gdy rozmiar ciała {\displaystyle r} będzie równy promieniowi Schwarzschilda, prędkość ucieczki z niego będzie równa prędkości światła w próżni. Ciało takie nazywamy czarną dziurą.
Pierwszy raz drugą prędkość kosmiczną obliczył Izaak Newton.